# النظم المعلوماتية بالمتاحف

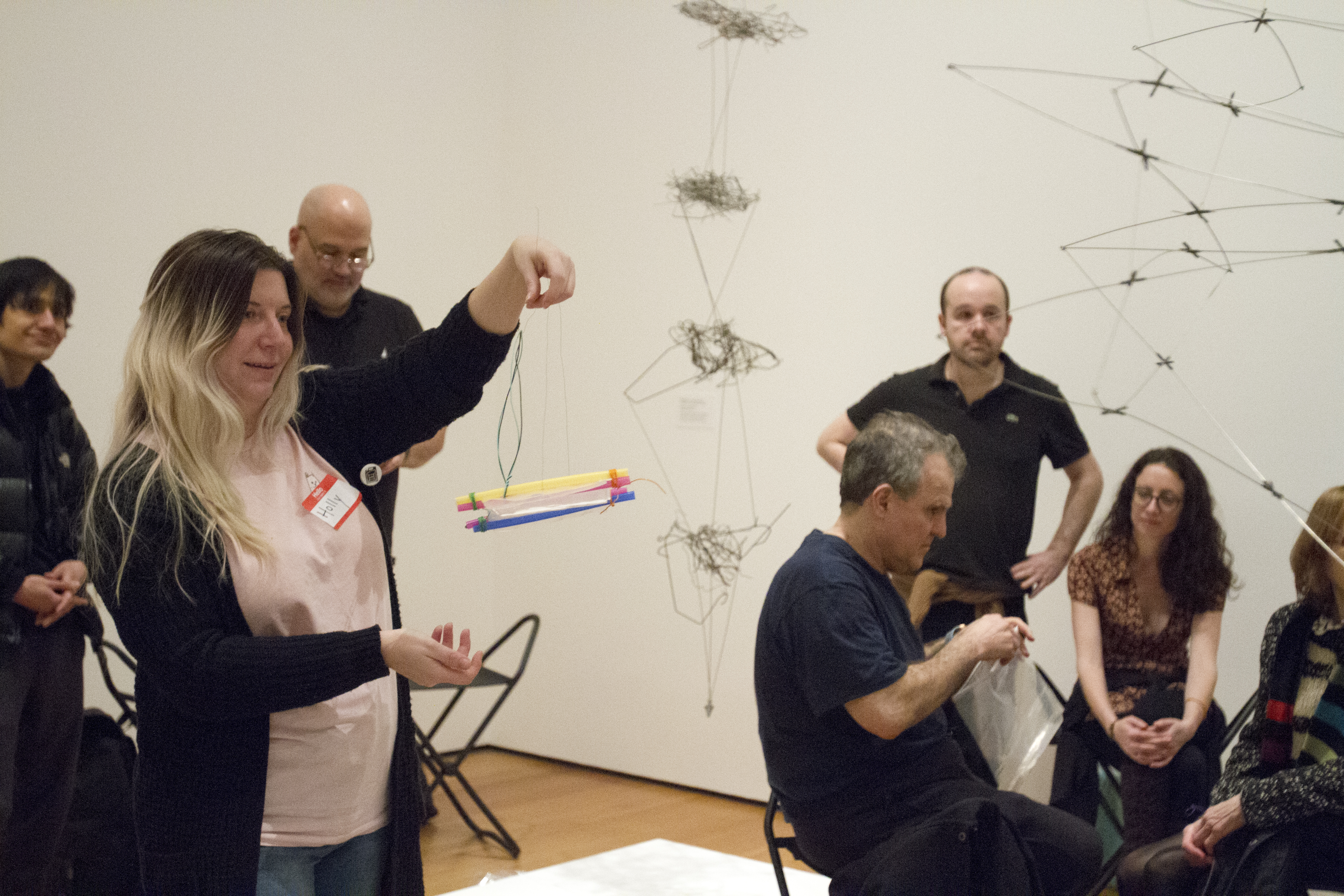

النطم المعلوماتية بالمتاحف هي مجال دراسة متعدد التخصصات يشير إلى استخدام نظرية وتطبيق نظم النظم المعلوماتية في المتاحف. وهذا في الأساس مجال فرعي من نظم المعلومات الثقافية في نقطة تقاطع الثقافة والتكنولوجيا الرقمية وعلوم المعلومات. وفي سياق العصر الرقمي الذي يسهل القواسم المشتركة المتنامية عبر المتاحف والمكتبات والمحفوظات وتنامي وضعها في الأوساط الأكاديمية نموًا مطردًا كما أنها تتصل بالعلوم الإنسانية الرقمية.

## معلومات تاريخية
جميع المراجع الأولى للنظم المعلوماتية بالمتاحف هي بـالإنجليزية ومأخوذة من من نظم المعلومات بالمحفوظات والمتاحف ونشرت الرسائل الإخبارية والمجلة حول هذا الموضوع في الفترة من 1987–1996. وفي تسعينيات القرن العشرين تطورت خدمات ومشروعات النظم المعلوماتية بالمتحف في العديد من الجامعات الأمريكية. وتم تقديم النظم المعلوماتية الثقافية في دراسة علوم المكتبات والمعلومات في عام 2000 في معهد برات لعلوم المكتبات والمعلومات في نيويورك. وتم تقديم دورات للدراسات العليا مخصصة في النظم المعلوماتية بالمتاحف بداية من عام 2001. واستخدمت الرسائل العلمية المقدمة للحصول على الدكتوراه عنوان "النظم المعلوماتية بالمتاحف بحلول عام 2004. وفي عام 2007 تم نشر كتاب Museum Informatics: People, Information, and Technology in Museums (النظم المعلوماتية بالمتاحف: الناس والمعلومات والتكنولوجيا في المتاحف) والذي كتبه بول ف. مارتي وكاثرين بورتون جونز، كجزء من دراسات روتليدج في علوم المكتبات والمعلومات.

## نظرة عامة

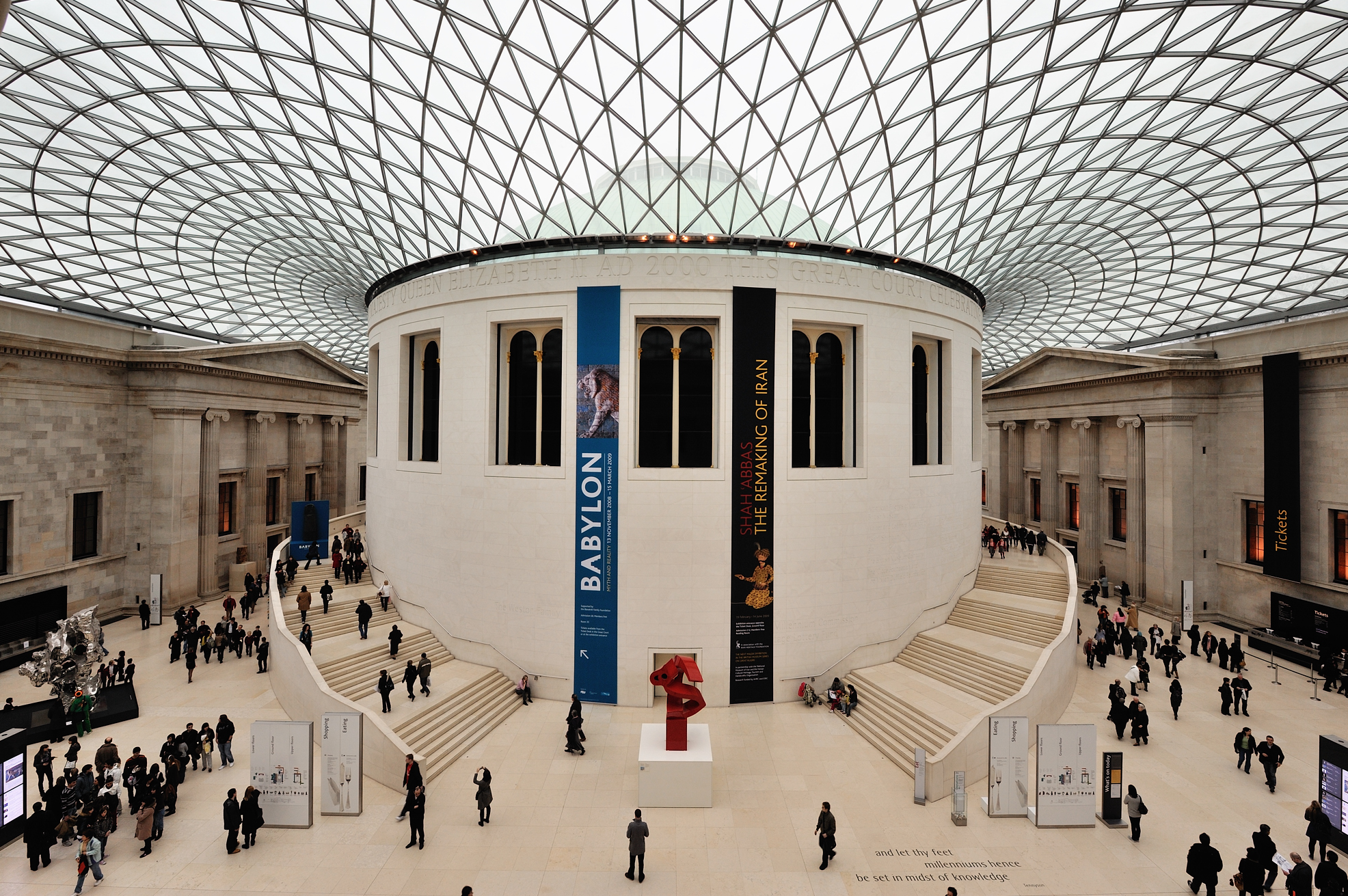
قبة المتحف البريطاني

تعتبر النظم المعلوماتية بالمتاحف مجالًا جديدًا بالدراسة الأكاديمية يركز على المناطق المشتركة بين تكنولوجيا المعلومات والمتاحف وفريق العمل بها وبيانات وخدمات المتحف على الإنترنت. وتتناول النظم المعلوماتية الثقافية على سبيل المثال تصميم وتفاعل المعلومات وجمع المعلومات وعرضها بطريقة رقمية ووصف وإتاحة التراث الثقافي ووسائل الإعلام الاجتماعية واستخدام الأدوات الرقمية. وتبنت المتاحف تطبيق النظم المعلوماتية بها والمدعومة بمنح فيدرالية من الولايات المتحدة ومقدمة بشكل خاص من قبل معهد خدمات المتاحف والمكتبات (IMLS). ويشير المصطلح القديم «دراسات المتاحف» إلى وجهات نظر تقليدية حول جمع المعلومات وعرضها بطريقة رقمية ولا ترتبط باستخدام علوم المعلومات وتكنولوجيا المعلومات.
كذلك مجلة Archives and Museum Informatics (أرشيفز آند ميوزيم إنفورماتيكس) مجلة رائدة في مجال النظم المعلوماتية بالمتاحف. وتتضمن المقررات الدراسية الجامعية محتوى يتعلق بعلم المتاحف عن النظم المعلوماتية بالمتاحف.
كما تعقد شبكة متحف الكمبيوتر Museum Computer Network (MCN) في الولايات المتحدة الأمريكية القائمة البريدية الإلكترونية MCN-L. وتقوم مجموعة متاحف الكمبيوتر (MCG) في المملكة المتحدة بعقد لقاءات تتعلق بالنظم المعلوماتية بالمتاحف.
وعقدت سلسلة مؤتمرات "لقاءات النظم المعلوماتية للتراث الثقافي الدولي ICHIM في أوروبا وسلسلة مؤتمرات المتاحف والشبكة في أمريكا الشمالية حيث تمت تغطية جوانب النظم المعلوماتية بالمتاحف.
وتضم المؤتمرات الأخرى ذات الصلة مؤتمرات EVA.
وهناك كتب متاحة حول هذا الموضوع.
كما يوجد عدد من المشروعات التعاونية في مجال النظم المعلوماتية بالمتاحف مثل أميكو وأرتستور ومشروع النظم المعلوماتية بالمتاحف (MIP) وsteve.museum.
ولعب المجلس الدولي للمتاحف (ICOM)، من خلال كاري كابر، دورًا أساسيًا في إطلاق مبادرة «المتحف» أعلى مستوى للمتاحف على الإنترنت.
وساعدت شركات مثل النظم المعلوماتية بالمتاحف والمحفوظات في كندا وكوجاب في المملكة المتحدة في الاستخدام الفعال لتكنولوجيا المعلومات.
ت

## قائمة المصادر
- Marty, P.F., Rayward, W.B., and Twidale, M.B. (2003). Museum Informatics. Annual Review of Information Science and Technology, 37, 259–294.
- Marty, P.F. (2003). Museum Informatics. In Encyclopedia of Library and Information Science (pp. 1906–1913). New York: Marcel Dekker.

## وصلات خارجية
- Museum Informatics people on Academia.edu
- Museum Informatics papers on Academia.edu